# Alamut (Bartol)
Alamut je roman, ki ga je napisal slovenski pisatelj Vladimir Bartol. Rokopis romana je Bartol dokončal konec avgusta leta 1938. Prvič je knjiga izšla leta 1938 v Ljubljani pri založbi Modra ptica, vendar kljub banovinski nagradi, ki jo je prejela, med kritiki ni požela soglasne pohvale. Slovenska književna veda je Alamuta v preteklosti bolj ali manj zanemarjala, danes pa obstaja mnoštvo razprav in raziskav svetovnonazorskih pogledov, ki se pojavljajo v romanu, in njegove širše interpretacije. S pojavom islamskih terorističnih napadov, še posebej 11. septembra 2001, je popularnost knjige v Sloveniji in v svetu močno narasla.
Knjigo so prevedli v več kot 20 jezikov. V češčini je izšla že leta 1946, srbski prevod 1954, francoski 1970, 1988 in 2012, španski 1989, italijanski 1989 in 2013, hrvaški 1990, nemški 1992, turški 1995 in 2012, perzijski 1995, bolgarski 1998, arabski, grški, korejski, angleški in slovaški 2004, madžarski 2005, finski 2008, turški 2010, makedonski in litovski 2014. V angleščino jo je leta 2004 prevedel Michael Biggins (2015 je izšel tretji natis angleškega prevoda). Roman je navdihnil ustvarjalce videoigre Assassin's Creed.

## Vsebina
Roman govori o perzijski trdnjavi iz 11. stoletja, imenovani Alamut, kjer voditelj sekte izmailcev (ismaelitov) Hasan ibn as-Sabah zbira bojevnike za napad na Seldžuško cesarstvo, ki je zasedlo Iran. V trdnjavo se na željo družine poda tudi mladi ibn Tahir, ki je kasneje izbran v četo najpogumnejših vojakov, fedaijev. V zahtevnem urjenju jim je naročeno, naj za izpolnitev ukazov žrtvujejo vse, tudi lastno življenje. Po smrti bodo takoj odšli v raj, kjer bodo lahko uživali v pijači, hrani, brezdelju in ob dekletih. 
Tri vojake, Jusufa, Sulejmana in Ibn Tahirja Hasan omami s kroglicami hašiša in jih, medtem ko so v nezavesti, da prenesti v vrtove deilemskih kraljev, ki so za trdnjavo. V njih je ustvaril podobo raja, vključno z rajskimi deklicami, hurijami. Fedaiji verjamejo, da je Alah Hasanu podelil moč, da jim lahko odpre vrata v raj. Med njimi in »hurijami« se spletejo ljubezenske vezi, kar Hasan kruto izkoristi. Da bi sultanovi (seldžuški) vojaki, ki so jih izmailci zajeli ob napadu, spoznali, kakšno moč ima Hasan, Sulejmanu in Jusufu ukaže, da se ubijeta. Misleč, da bosta v raju spet videla svoji ljubezni in ostala večno z njima, fedaia to storita z nasmeškom. 
Ibn Tahirja, najboljšega izmed fedaijev, Hasan pošlje umorit Nizama al-Mulka, sultanovega vezirja, ki je Hasana v preteklosti izdal. To ibn Tahir tudi stori, vendar mu vezir pred smrtjo odkrije resnico o Hasanovem načrtu. Fedai se odloči, da bo Hasana ubil in se odpravi nazaj na Alamut. Hasan ga sprejme in mu razloži pravi pomen njegovega nauka – »nič ni resnično, vse je dovoljeno«. Nato ibn Tahirja pusti oditi in ta odpotuje po svetu. Drug fedai umori sultana in turška država razpade. Začne se boj za nasledstvo prestola. Hasan se zapre v stolp, kjer naj bi do smrti delal, zaprt za zunanji svet, oblast nad izmailci pa razdeli svojim zvestim daijem, pomembnim verskim in vojaškim poveljnikom.

## Interpretacije
Boris Paternu Alamuta označuje za zgodovinski, filozofski in trivialni roman. V zborniku Jezikoslovne in literarnovedne raziskave Paternu piše, da roman združuje "sodobno eksistencialno problematiko s slikovitim orientalskim srednjim vekom, filozofijo z bujno fantastiko in intelektualiziran jezik z enostavno, klišejsko pripovedjo". 
Janko Kos v razpravi Težave z Bartolom v zborniku Pogledi na Bartola piše, da se prek izreka, zapisanega v geslu Alamuta - "nič ni resnično, vse je dovoljeno" oziroma v šestem poglavju "zatorej ne verujemo v nič in vse smemo storiti" - , "v osrčju romana razvija problematika evropskega nihilizma". Kot dodaja Kos, je že v prvih odzivih na roman večina kritikov v romanu videla predvsem zveze z Nietzschejem, ob tem pa še s Freudom. 
Kos v omenjeni razpravi glede vprašanja zgodovinske vrednosti Alamuta še zapiše, da je bilo avtorjevo trdno prepričanje, da je ustvaril zgodovinski roman v pravem pomenu besede, "izkaže za bolj ali manj naivno samoprevaro." Vendar, opozarja Kos, za vrednotenje romana in njegovo pravilno razumevanje "ta stran besedila nima posebnega pomena."
Vladimir Bartol je po nekaterih podatkih simpatiziral s primorsko organizacijo TIGR in po mnenju svojega sodobnika, kritika Lina Legiše, prek alegorij iz islamskega sveta podobno kot v zbirki Al Araf opisoval dilemo, ki jo povzema tudi Miran Hladnik: »Dobroti verjame svet samo tedaj, kadar ta izhaja iz moči; kadar pa se dičijo z njo šibki, ji ne verjame nihče (...)« in »(...)namesto vloge 'miroljubnih poljedelcev' Slovencem narekuje, naj se lotijo tveganih odločitev, naj pozabijo na Cankarjev zgled (spomnimo se njegove trojice vera, upanje, ljubezen iz Podob iz sanj) in namesto tega sledijo drznemu Črtomiru iz Prešernovega Krsta pri Savici, ker jim samo táko obnašanje zagotavlja nacionalno preživetje.«
Hasan Ibn as-Sabahove bojevnike je mogoče primerjati tudi s sodobnimi teroristi, predvsem s tistim, ki izhajajo iz islamizma, oziroma islamskega fundamentalizma, in njihovega smisla za manipuliranje z ljudmi. Hasana samega pa kot njihove vodje, ki jih zanima le lastna moč.

## Odzivi
Kot v zborniku Pogledi na Bartola piše Boris Paternu, pri odzivih oziroma sprejemu Alamuta v slovenski javnosti in med literarnimi kritiki obstajajo tri različne stopnje. Ob izidu leta 1938 so kritiki o romanu pisali v glavnem odklonilno ali vsaj s pridržki. To je povzročilo, da je bil Alamut za dolgo, za nekaj desetletij skoraj pozabljen, "potisnjen na rob slovenske književnosti". V času med in po drugi svetovni vojni je bila najbolj sporna filozofsko-moralna plat romana. Kritike je motila filozofija subjektivizma, nihilizma, skepticizma in moralnega relativizma, ki jo razglaša roman. Poleg tega pa so mu očitali tudi jezikovno okornost, shematskost likov, nerealistični ustroj zgodbe ter umik iz aktualnega prostora in časa v Slovencem oddaljen eksotični svet. "To je bilo razumljivo spričo privilegiranega položaja, ki ga je imela v povojni družbenopolitični konstelaciji socialnorealistična tradicija, ki ji Bartol ni pripadal in ki je v njem slutila svojega nasprotnika," v Pogledih na Bartola ugotavlja Janko Kos.
V 80ih letih dvajsetega stoletja je roman z dvema izdajama (1984 in 1988) doživel neke vrste renesanso, piše Paternu. Leta 1988 je izšla tudi Bartolova zbirka kratke proze Med idilo in grozo. Takrat je Bartolov ustvarjalni opus rehabilitirala generacija slovenskih postmodernistov, ki so v Alamutu videli predhodnika postmodernizma, predvsem zaradi njegove enciklopedičnosti, stapljanja žanrov, brisanja mej med visokim in nizkim ter tematike relativizma.
Zadnjo stopnjo, ki "poskuša priti do mirne presoje stvari", Paternu vidi v simpoziju z naslovom Vladimir Bartol in slovenska literatura, ki je 15. februarja 1990 potekal v Cankarjevem domu v Ljubljani.
Paternu kot prelomen dogodek v pogledih in razmišljanju o Alamutu omenja tudi francoski prevod iz leta 1988 in španskega leto kasneje, kar je pomenilo prodor na svetovni literarni trg, kot ga slovenska literatura do takrat ni poznala.
Roman je zaradi uvrstitve na seznam maturitetnega branja, tudi kasneje sprožal veliko zanimanja. Dijaki so o njem maturitetne eseje pisali trikrat. Prvič leta 2003, v sklopu, poimenovanem "etična vprašanja v romanu", je bil poleg Alamuta še Zločin in kazen F.M. Dostojevskega. Leto kasneje so brali in pisali na temo »moč oblasti in svoboda posameznika«, drugo delo je bilo Krasni novi svet A. Huxleya. Isti par romanov se ponovi tudi na maturi leta 2017, le da tokrat na temo »samomor kot izhod iz družbenega kolesja«.

## Knjižne edicije
- Vladimir Bartol: Alamut: roman. Ljubljana, Modra ptica, 1938. Prva slovenska objava.
- Vladimir Bartol: Alamut: roman Trst, Graphis, 1958.
- Vladimir Bartol: Alamut. Maribor, Obzorja; Koper, Lipa, 1984.
- Vladimir Bartol: Alamutt. Ljubljana, Mladinska knjiga, 1988.
- Vladimir Bartol, Alamut. Ljubljana, založba Sanje, 2016.

Seznam vseh prevodov v tuje jezike na COBISS-u.